# Pancadélico
Pancadélico é oitavo álbum de estúdio da banda brasileira Jota Quest, lançado no dia 20 de novembro de 2015. O nome foi criado pela fusão das palavras pancadão e psicodélico. Foi gravado no estúdio do Jota Quest em Belo Horizonte, o Minério de Ferro e produzido por Jerry Barnes e Nile Rodgers, músicos do grupo disco Chic, que haviam participado do álbum anterior, Funky Funky Boom Boom.

## Desenvolvimento
Assim como Funky Funky Boom Boom, o álbum traz uma sonoridade mais dançante influenciada pelo pop, funk, groove e black music. Participações especiais incluem a cantora de funk carioca e pop Anitta e o o baixista Stuart Zender, ex-membro da banda de acid jazz e funk Jamiroquai. A capa ficou por conta dos grafiteiros Os Gêmeos.

## Faixas
Todas as faixas produzidas por Jerry Barnes.
| N.º | Título                                                 | Compositor(es)                                                | Duração |  |
| 1.  | "A Vida Não tá Fácil pra Ninguém" (feat. Nile Rodgers) | PJ Jerry Barnes Rogério Flausino Nile Rodgers Arnaldo Antunes | 3:37    |  |
| 2.  | "Blecaute (Slow Funk)" (com Anitta e Nile Rodgers)     | Márcio Buzelin Flausino Wilson Sideral Nile Rodgers           | 3:53    |  |
| 3.  | "Sexo e Paixão" (feat. Mista Raja)                     | Marco Túlio Flausino Barnes Mista Raja                        | 4:24    |  |
| 4.  | "Um Dia pra não se Esquecer (Sunrise)"                 | Chris Leon Katie Tucker Barnes PJ Flausino                    | 4:15    |  |
| 5.  | "Mares do Sul" (com Stuart Zender)                     | Flausino Lara Buzelin PJ Paulinho Fonseca Zender              | 4:37    |  |
| 6.  | "Sendo Assim"                                          | Tibless Flausino Lara Buzelin PJ Fonseca Barnes               | 3:25    |  |
| 7.  | "Risco Brasil"                                         | PJ Play Flausino                                              | 3:59    |  |
| 8.  | "Beijos em Paris"                                      | Lara Barnes Sideral Flausino                                  | 3:43    |  |
| 9.  | "Pra Quando Você se Lembrar de Mim"                    | Sideral                                                       | 3:55    |  |
| 10. | "Mágica" (feat. Nile Rodgers)                          | Buzelin Flausino                                              | 2:41    |  |
| 11. | "Freak Fonk Funk (Até o Sol Raiar)"                    | Fonseca Barnes Flausino                                       | 4:02    |  |
| 12. | "Doces Lábios" (feat. Zapp Troutman)                   | PJ Flausino Barnes Terry Troutman                             | 4:05    |  |
| 13. | "Daqui Só Se Leva o Amor"                              | Flausino                                                      | 5:00    |  |